# Tony Scott (musicista)
Tony Scott, pseudonimo di Anthony Joseph Sciacca (Morristown, 17 giugno 1921 – Roma, 28 marzo 2007), è stato un musicista jazz statunitense.
Artista talentoso e versatile del panorama jazz mondiale, fu un virtuoso clarinettista, ma anche sassofonista e pianista, arrangiatore, compositore e direttore di orchestre jazz. È considerato, insieme a Benny Goodman, Artie Shaw e all'amico e rivale Buddy DeFranco, tra i più grandi clarinettisti jazz di tutti i tempi.

## Biografia

Tony Scott nel 1989

Scott nacque a Morristown, nel New Jersey, da genitori italiani originari del piccolo comune trapanese di Salemi, emigrati negli Stati Uniti nei primi anni del Novecento. Iniziò molto presto gli studi musicali, diplomandosi in clarinetto alla Juilliard School di New York, concludendo gli studi all'età di 22 anni. Sempre a New York ha studiato successivamente alla Contemporary School of Music, con il compositore Stefan Wolpe.
Spinto dalla curiosità e dall'interesse per il genere umano, Tony Scott ha vissuto in diverse parti del mondo, stabilendosi di volta in volta nei Paesi che gli offrivano ospitalità ed esperienze musicali (Africa, Giappone, Indonesia, Hong Kong, Europa) finendo con lo stabilirsi definitivamente in Italia, a Roma, dove è morto il 28 marzo del 2007, all'età di 85 anni. Il funerale si svolse, dopo tre giorni, nella stessa capitale, presso la basilica di Santa Maria in Montesanto, nota anche come Chiesa degli artisti, in piazza del Popolo, e venne tumulato nel cimitero di Salemi, luogo d'origine della famiglia a cui si era molto legato in vita. È considerato fra i migliori strumentisti della scena jazz di tutti i tempi.

## Carriera

### Gli inizi
Coinvolto dall'atmosfera musicale profondamente stimolante che nella metà degli anni quaranta si respirava soprattutto a New York, scoprì presto il jazz e suonò con i più grandi musicisti di questo genere musicale e divenne un jazzista di fama internazionale. Oltre al clarinetto suonava qualunque tipo di sassofono, il piano ed era compositore, arrangiatore e direttore d'orchestra.

### Attività musicale
L'attività di Tony Scott è stata lunga e ricca di esperienze e riconoscimenti mondiali. Ha suonato con I più grandi jazzisti della cosiddetta “Epoca d'oro”: da Erroll Garner, Buck Clayton, Billy Taylor, Trummy Young, Art Tatum, Ben Webster, Lester Young, Charlie Parker, Dizzy Gillespie, Thelonious Monk, Bud Powell, Fats Navarro, Sid Catlett, Charlie Shavers, Al Cohn, a Peggy Lee, Sarah Vaughan, Carmen McRae, Riccardo Dalli Cardillo.
Per la sua grande amica Billie Holiday è stato clarinettista, pianista, arrangiatore e leader dell'orchestra (concerto alla Carnegie Hall e album originale: Lady Sings The Blues).
Ha suonato in numerose e famose orchestre americane, quali quelle di Buddy Rich, Charlie Ventura, Lucky Millinder, Benny Carter, Tommy Dorsey e Duke Ellington e tra il 1953 e il 1956 ha diretto la Tony Scott Big Band e il Tony Scott Septet. È stato direttore musicale per Harry Belafonte e ha riarrangiato per lui grandi successi quali Day-O (Banana Boat Song) e Matilda che vennero infine registrati con la sua orchestra.
Ha fatto parte di quella che fu chiamata “Third Stream Music”, suonando con la Modern Jazz Society e il Modern Jazz Quartet, diretti da John Lewis e Gunther Schuller. Ha diretto i suoi propri differenti quartetti avvalendosi di musicisti quali Milt Hinton, Dick Hyman, Bill Evans, Paul Motian, Clark Terry, Sahib Shihab, Jimmy Knepper, Henry Grimes, Dick Katz, Philly Joe Jones, Osie Johnson, Kenny Burrell, Wynton Kelly, Colombo Menniti, Percy Heath, McCoy Tyner, Keith Jarrett. Le incisioni di quel periodo sono tuttora ristampate sui CD: The Complete Tony Scott, The Both Side of Tony Scott, Tony Scott & Bill Evans, A Day in New York.
In Europa ha diretto le più importanti orchestre jazz. Negli anni settanta instaurò un lungo sodalizio, artistico e umano, con il musicista Romano Mussolini.
Tra gli anni settanta e ottanta si dedica alle sperimentazioni tra clarinetto e musica elettronica per poi negli ultimi anni dedicarsi alla ricerca del suono curativo con la sua Healing Music.

## La tecnica musicale
Virtuoso del clarinetto, lo suona con una tecnica ispirata ad altri strumenti, come il sassofono o la tromba. Ammiratore di Charlie Parker, Scott impiega anni ad evolvere il proprio stile clarinettistico, cercando di staccarsi dal grande Benny Goodman che a quel tempo, insieme alla sua orchestra, aveva portato questo strumento alle vette più alte. Di Parker recepì la lezione più importante e cioè l'intenso fraseggio “be-bop” unico e fluente, esclusivo e innovatore. Il suono del clarinetto di Scott combina quindi i toni acuti e subacuti con toni bassissimi e flautati alternandoli fra loro con agili e veloci movimenti tecnici per creare un'iperattiva sorgente di suoni, mai fuori del suo controllo. Un suono a volte etereo ma a volte, invece, così potente da eguagliare quello di sassofoni e trombe.

## Curiosità
- Tony Scott diresse, come si è detto, nel 1956 l'orchestra che incise, insieme al cantante di origini giamaicane Harry Belafonte, la canzone Day-O (Banana Boat Song). La canzone era in origine un brano tradizionale giamaicano, quindi di pubblico dominio. Con l'arrangiamento di Tony Scott, Belafonte ne fece un successo internazionale.
- Il suo long playing più famoso è Music for Zen Meditation (etichetta Verve Records), nel quale si sentono, forse per la prima volta in un disco di jazz, atmosfere musicali di notevole suggestione, molto vicine a quelle che, anni dopo, avrebbero caratterizzato il genere musicale (e una filosofia di vita) detta New Age.[5]
- Il regista Franco Maresco gli ha dedicato il film Io sono Tony Scott, ovvero come l'Italia fece fuori il più grande clarinettista del jazz (2010).
- Tra gli album pubblicati il più particolare si chiama Lush Life e contiene 12 variazioni dell'omonimo brano di Billy Strayhorn. Questa raccolta viene considerata una delle più interessanti nella storia del jazz nonché una di quelle in cui mostra la morbosa fissazione con la tematica originale del brano.
- Nell'album Sung Heroes suona il mandolino.
- Nell'album Tony Scott In South Africa dedica a un suo amico un blues intitolato My Friend Dave dove non solo è possibile sentire un dialogo tra Tony Scott e il pubblico riguardo alla musica bebop e alla musica Africa, ma è possibile sentirlo con il clarinetto basso.
- Nel 1984 collabora all'album Italiani mambo di Sergio Caputo, pubblicato dalla CGD, suonando su alcune tracce.

## Discografia parziale

### Da leader
- 1956: Both Sides of Tony Scott (RCA Victor)
- 1956: The Touch of Tony Scott (RCA Victor)
- 1957: The Complete Tony Scott (RCA Victor)
- 1957: The Modern Art of Jazz (Seeco)
- 1957: Free Blown Jazz (Carlton)
- 1957: My Kind of Jazz (Perfect Records)
- 1957: Tony Scott Swinging In Sweden (RCA)
- 1957: Tony Scott in South Africa (RCA, Teal, South Africa)
- 1959: Golden Moments (Muse Records)
- 1959: I'll Remember (Muse)
- 1959: Sung Heroes con Bill Evans, Scott La Faro, Paul Motian (Sunnyside Records)
- 1959: Dedications featuring Bill Evans, Scott LaFaro, Paul Motian, Juan Sastre, Shinichi Yuize (Core Records)
- 1964: Music for Zen Meditation (Verve Records)
- 1967: Tony Scott and the Indonesian All Stars - Djanger Bali (MPS Records)
- 1968: Music for Yoga Meditation and Other Joys (Verve Records)
- 1977: Tony Scott Featuring Jan Akkerman - "Meditation" - (Polydor Records)
- 1978: Tony Scott & The Traditional Jazz Studio - Boomerang (Supraphon)
- 1984: Tony Scott African Bird Come Back! Mother Africa To The Spirit Of Charlie Parker (Soul Note)
- 1996: Tony Scott Lush Life (Slim)
- 2004: Tony Scott & The Mario Rusca Trio - The Old Lion Roars (GMG Music by Saar Records)

### Come sideman
Con Trigger Alpert
- Trigger Happy! (Riverside, 1956)

Con Mundell Lowe
- Porgy and Bess (RCA Camden, 1958)
- TV Action Jazz! (RCA Camden, 1959)

Con Max Roach
- It's Christmas Again (Soul Note, 1984)

Con Shirley Bunnie Foy
- Shirley Bunnie Foy (60th Anniversary) (MAP Golden Jazz, 2013)